# Bergbauwanderweg Niederrhein
Der Bergbauwanderweg Niederrhein ist ein Bergbaulehrpfad, der sich über die Städte Neukirchen-Vluyn, Kamp-Lintfort und Moers sowie über die Duisburger Ortsteile Hochheide und Rheinhausen erstreckt. Er ist ein Projekt des Vereins Niederrheinische Berg- und Wanderfreunde und entstand 2016. Er ist  62,6 km lang  und teilt sich in  3 Tagesetappen auf. Er beginnt und endet am Bergwerk Niederberg  in Neukirchen-Vluyn.